# Mastacembelus stappersii
Mastacembelus stappersii är en fiskart som beskrevs av Boulenger, 1914. Mastacembelus stappersii ingår i släktet Mastacembelus och familjen Mastacembelidae. IUCN kategoriserar arten globalt som livskraftig. Inga underarter finns listade i Catalogue of Life.